# شهدخوار گردن‌ارغوانی
شهدخوار گردن‌ارغوانی (نام علمی: Hypogramma hypogrammicum) نام گونه‌ای از تیره شهدخواران است که در برونئی، کامبوج، جمهوری خلق چین، اندونزی، لائوس، مالزی، میانمار، سنگاپور، تایلند و ویتنام یافت می‌شود.